# دوچرخه‌پذیری

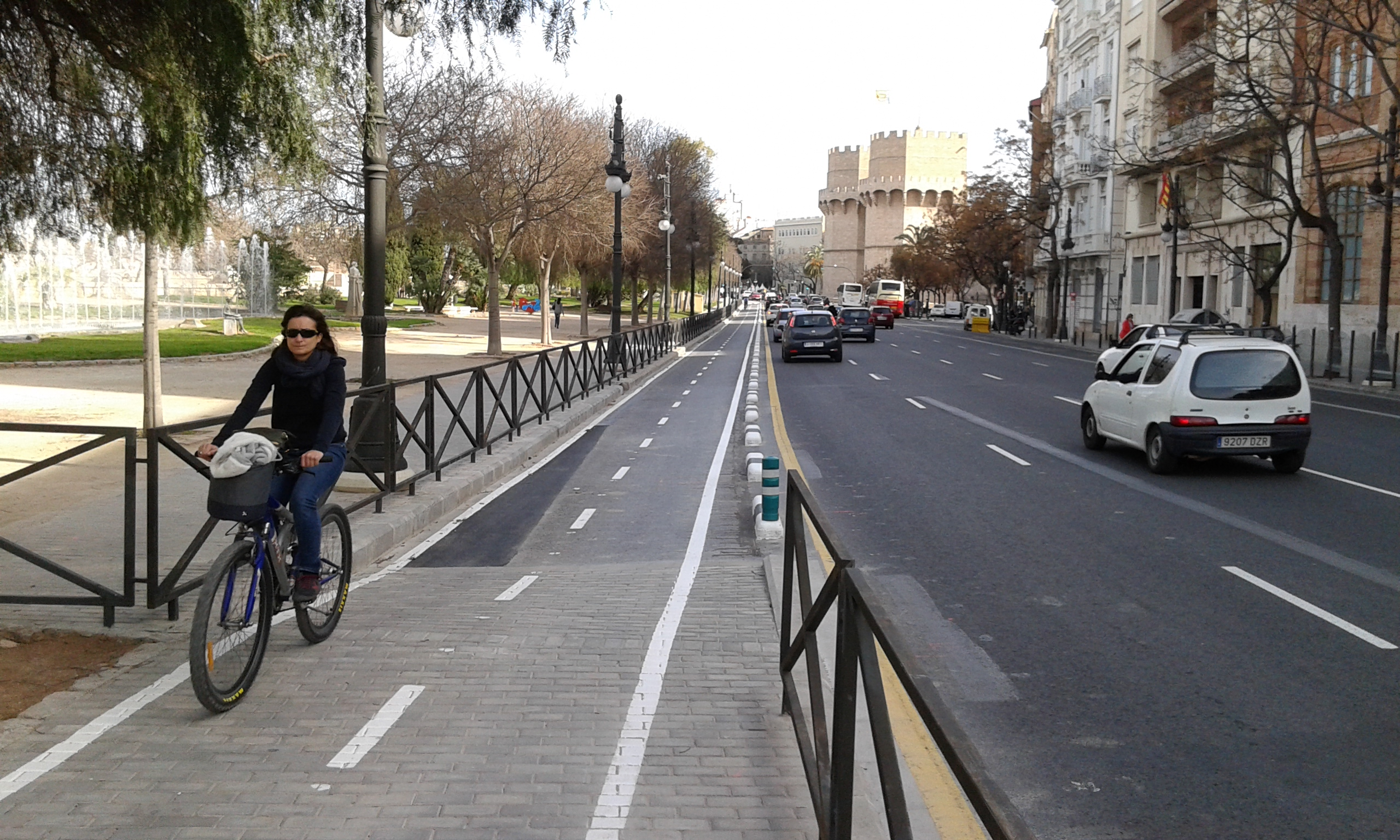
مسیرهای دوچرخه سواری در والنسیا

دوچرخه‌پذیری (به انگلیسی: Cyclability)، درجه آسان بودن گردش با دوچرخه است. درجه بیشتری از توانایی دوچرخه‌سواری در شهرها، از جمله، به مزایای سلامتی مردم، سطح پایین‌تر آلودگی هوا و صوتی، بهبود روانی ترافیک یا افزایش بهره‌وری مرتبط است.